# アンナ・カタリナ・エンメリック
アンナ・カタリナ・エンメリック（ドイツ語: Anna Katharina Emmerick, 1774年9月8日 - 1824年2月9日）は、カトリック教会聖アウグスチノ修道会の修道女で、神秘家である。2004年10月3日、教皇ヨハネ・パウロ2世によって列福された。
イエスの受難、聖母マリアの晩年など聖家族の様子、終末の時代の教会の様子などを幻視し、記録している。エンメリックが幻視したイエスの最期は、2004年にメル・ギブソン監督によって映画化された（『パッション』）。
エンメリックが幻視した聖母が晩年を過ごした家は、19世紀にトルコ・エフェソスで発見された。現在では、聖ヨハネ・パウロ2世やベネディクト16世といった教皇たちも訪ねる巡礼地となっている。

## 生涯

### 子供時代

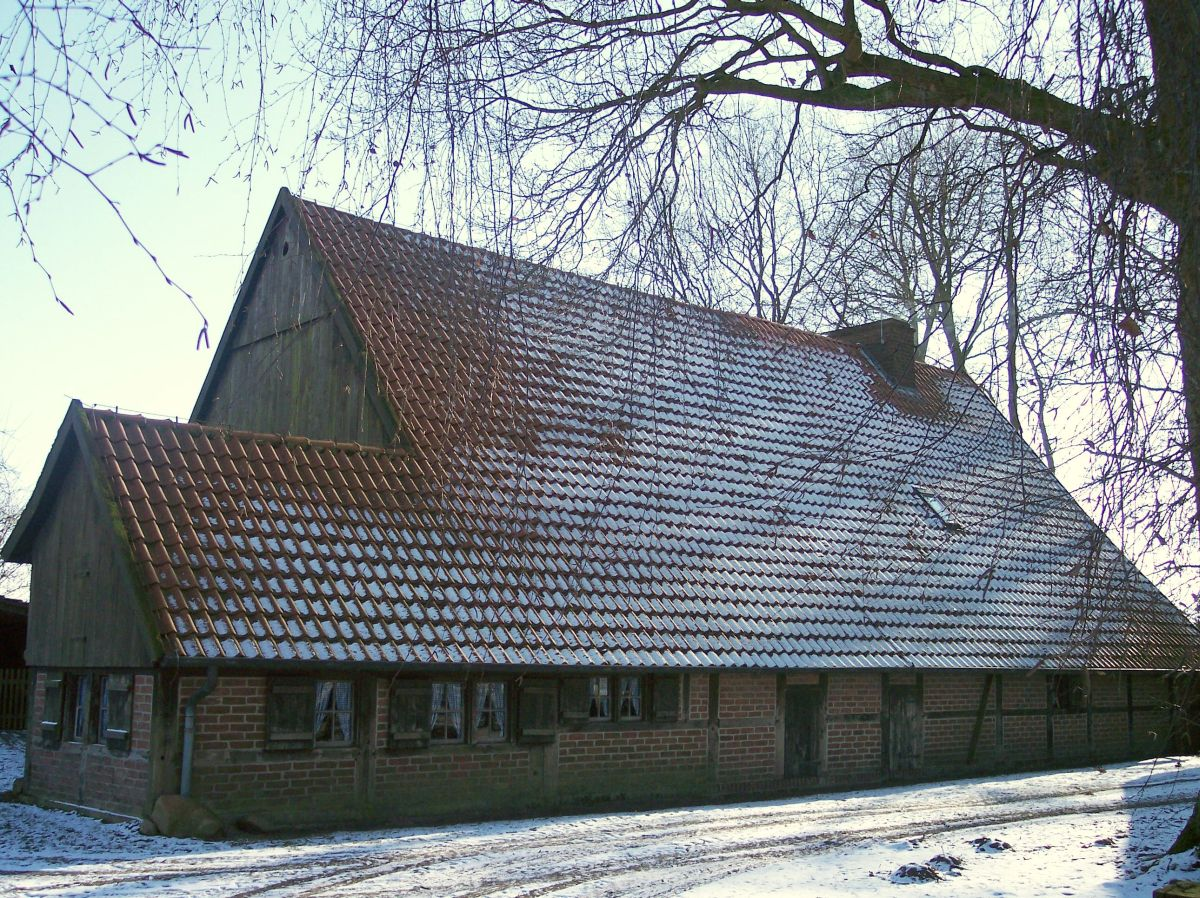
生家の全景 (ドイツ・フラムスケ)

エンメリックは、現在の北ドイツ、ヴェストファーレン地方、コースフェルト近郊にあるフラムスケという農村で1774年9月8日に生まれ、9人の兄弟姉妹（男6人女3人）の5番目、長女として育った。
伝記によれば、幼少の時からエンメリックは数多くの神秘体験をしており、自分の守護天使が子供の姿や、若い羊飼いの姿でよく現われ、羊の世話をする自分を手助けしたこと、聖母マリアが現れて、エンメリックを愛しており、ずっと守り続けると確約してくれたこと、聖母は幼い姿のキリストを連れてきて、エンメリックと一緒に遊ばせたこと、大勢の諸聖人がエンメリックの前に現れ、彼女が作った花の輪を受け取ったことなどが語られている。
エンメリックは、この時期、特殊な判別能力を授かっていたとも伝えられている。例えば、野原から薬草を選び出し、自分が遊んだり働いたりするいくつかの場所や、父親の小屋の近くに植えたとされる。この薬草は当時まだその効能が知られていないものもあったという。また毒草や悪魔崇拝及び迷信の儀式に使う植物なども識別して、それらを引き抜いたとされる。
貧しい農村であったので、エンメリックは家の農作業を幼い時から手伝い、12歳の時には農場で縫製関係の職場に奉公に出ていた。学校教育を受けた期間は短かった。エンメリックの両親及び幼少の時期を知る人々は、エンメリックが祈りを捧げることと、修道者としての道を歩むことに、早い時期から惹きつけられていたことに気づいていた。15歳になったエンメリックは、近傍のコースフェルトで裁縫の仕事をするようになった。彼女はそこの古い教会のミサや行事に参加するのが好きだった。そして、一人で長い道のりを「十字架の道行きの祈り」を唱えながら歩くなど、熱心な信仰生活を送った。

### 青年期
エンメリックは16歳の時から、修道院に入ることを希望していた。当時は修道院に入るには、ある程度の持参金が必要だったため、17歳の時から、裁縫の仕事をして得た収入を蓄え始めた。彼女の修道院入りの希望は、両親が大反対し、彼女に縁談が来た際にそれをかたくなに拒む姿を見た父親は、「修道院に渡すものは何一つとしてない」とし、修道院入りの持参金を負担することはない、とした。このこともあり、彼女は自分で針仕事の稼ぎを貯蓄しながら、コースフェルト周辺の修道院をめぐっていた。しかし、彼女の病弱な身体と持参金の少なさに、どの修道院も彼女を受け入れる意思表示はしなかった。
当時、持参金がなくともオルガン演奏ができるなら、受入れをしていた修道会があった。このため、エンメリックは、オルガニストのゼントゲン氏 (Söntgen) の家に住み込み、オルガン演奏を習得することになった。この家の娘クララ・ゼントゲンは、エンメリックと同じ年で、親友となる。
しかしながら、そのオルガニストの一家が悲惨な貧困さで、エンメリックはその一家を援助するために、その一家の無償の召使いとして働いた。オルガン演奏を習得する時間はなかった。
エンメリックはその僅かな蓄えも全て、一家に手渡した。一家は食事もままならず、エンメリックの母親がたびたび食物を差し入れに行く有様であった。
ただし、エンメリックを修道院入りに導いたのは、このオルガニストの一家である。オルガニストの娘クララ・ゼントゲン（エンメリックの親友）は優秀なオルガン奏者で、やはり修道院入りを希望していた。聖アウグスチヌス修道院が、クララを同院のオルガン演奏者の修道女として、受け入れを表明した。しかしこの父親のゼントゲン氏が、エンメリックを一緒に受け入れることを承諾の条件として一貫して主張した。クララもエンメリックの受け入れを強く訴えたため、修道院側がこれに折れる形で、エンメリックの受け入れを認めた。当時エンメリックのように持参金が無い場合、同修道院が受け入れることは有り得なかったため、非常に珍しいケースであった。
このような経過があったが、1802年、28歳で、エンメリックはようやく聖アウグスチヌス修道院へ入ることができた。
エンメリックはこの修道院の中で最も下の者として見做されることで満足していたが、その熱意は、一部のシスターたちにとって邪魔となり、エンメリックの持つ不思議な力と病弱な健康状態は、そのシスターたちの困惑と悩みにつながった。エンメリックが聖堂、個室、作業場で受け取る神秘的な幻想などは、周囲には幾何かの反感を持って扱われた。エンメリックはこの時期すでに、肉体的に過度に弱っていたにもかかわらず、元気にそして忠実に修道院での職務を遂行していった。
ある伝記によると、エンメリックが荊冠の形をした聖痕を頭部に受けたのは、1798年、修道院に入る4年前である、とエンメリック自身が語っている。それによると、エンメリックが教会で祈っていると、キリストが目の前に現れて、花の冠と荊冠を持ち、エンメリックにどちらを取るか選ぶように言ったという。エンメリックが荊冠を選ぶと、キリストはエンメリックの頭にそれを乗せ、エンメリックはその冠を両手で押しかぶると、キリストの姿は消えた。その直後に頭部、特に額とこめかみに激痛が走り、翌日以後は、荊冠の跡のような傷が頭部に表れた。その後、傷は流血を伴うようになり、痛みは昼夜続く場合もあった。エンメリックは友人たちの勧めで、頭部の傷口を隠すような被り物を頭に身に付けるようになった。
エンメリックはこの聖痕について、修道院に入った後は秘密にしており、流血に気付いたシスターは一人だけで、そのシスターはずっと秘密を守り通したという。
なお、修道院時代からエンメリックが超自然的な力で、病人・けが人などを治癒ができたことはデュルメンの街中では広く知られ、修道院には医師にかかることが出来ない貧しい人々や、医師に見放された病人が押し掛けるようになっており、それも他のシスターたちから反発を受けていた。だが、その反感を持っていたシスターたちも病気にかかると、彼女の治癒力の世話になったことが伝記に書かれている。

### 聖痕

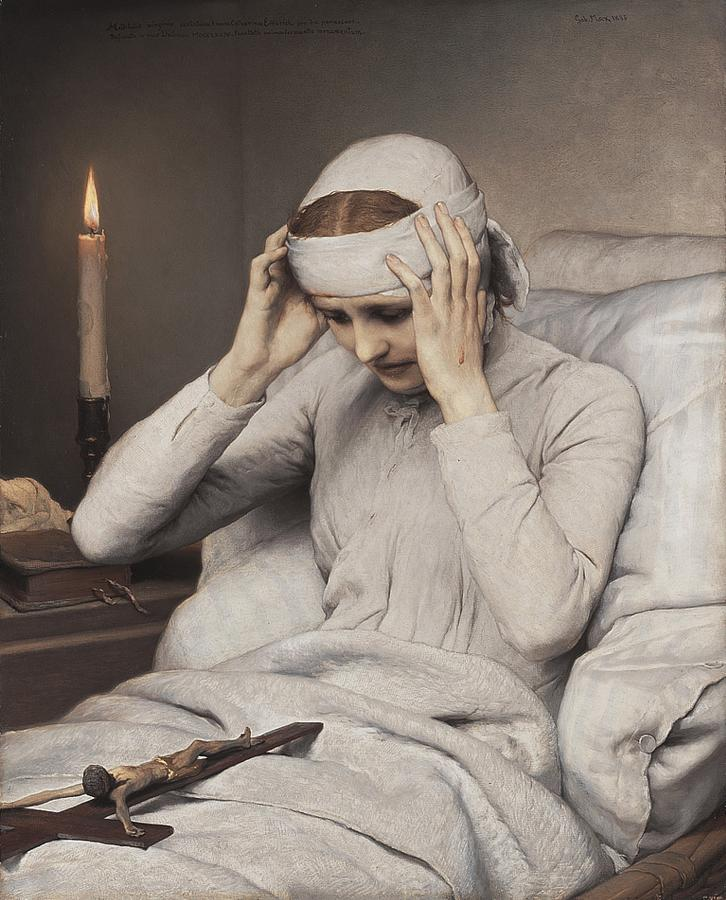
《法悦の乙女 カタリナ・エメリック》(ガブリエル・フォン・マックス、1885年)

1811年、ウェストファリア国王の命令でデュルメンの聖アウグスチヌス修道院は閉鎖され、エンメリックは他のシスターたちと共に修道院を出た。（体を患っていたので、実際に修道院から出たのは1812年）
当初はフランスから逃れてデュルメンに住んでいたアベ・ランベール神父の家政婦となったが、その後すぐに病気になってしまい、その司祭の世話により、ある貧しい未亡人の家に身を寄せた。1813年、寝たきりになりベッドの上で生涯を送ることとなった。
エンメリックが胸に十字の形の聖痕を受けたのはこの頃であった。エンメリックは長い間、荊冠の聖痕による痛みに耐えていたが、さらに胸の十字の聖痕の痛みそして、両手、両足、右わき腹に聖痕を受けることとなった。その聖痕の特徴として、いくつかのものは毎週水曜日、そしてその他のものは金曜日に血を噴き出すことが記録に残されている。
その他にこの聖痕は、数年たっても傷口が炎症も化膿もせずに、傷口が新たにつけられたかのような状態であり続けたことが医師たちによって証言されている。医学的にはこのようなことはありえないとされる。
この聖痕については、1813年にミュンスターの司教総代理、クレメンス・アウグスト・フォン・ドロステ＝フィシェリングが医師2名による医学的調査を行っており、その詳細な医学的記録が残されていると共に、この医学調査に参加したフランツ・フェルディナント・フォン・ドゥルッフェル博士は、ザルツブルクの医学と手術の専門誌に彼自身の署名入りで、この聖痕に関する長い論文を寄稿し、自然の力を超えた現象であることを記載している。さらに、この聖痕調査時には、当時に既に高名であった神学者・教育学者のベルンハルト・ハインリヒ・オーヴァーベルクにより、エンメリックが幻視として観る『情景』についての神学的な調査も並行して行われている。これもオーヴァーベルクによる公式記録が残されている。
この調査とは別に、フランツ・ヴェーゼナー博士 (Franz Wesener) という若い医師が彼女の聖痕を診察して、非常に彼女に対し、感銘を受けた。そしてこの若い医師は、彼女の無私の友人・支持者となり、11年間彼女を助けた。この医師は、エンメリックとのやり取りを克明に日記に書き記している。
病床にあっても、エンメリックは人々への愛情にあふれ、助けが必要な人々は助けようとした。貧しい子供たちのために服を縫うことで、子供たちを救えることを非常に喜んだ。彼女の病床には多くの訪問客が訪れ、明らかに彼女には迷惑であったにもかかわらず、彼女は親切にそれらの人々を受け入れた。彼女は彼女の祈りで自分の懸念を受け入れ、それらの人々に励ましと慰めの言葉を与えた。エンメリックは、自身の苦しみを人々の救済のための賜物であると考えた。

### 詩人クレメンス・ブレンターノとの出会い
この時期、エンメリックは、19世紀の初めに教会の刷新運動において重要な活躍をした多くの著名人と知り合っている。
特に著名な詩人であるクレメンス・マリア・ブレンターノとの出会いはエンメリックの人生で顕著なものとなった。ブレンターノは1819年、最初の訪問以来、5年間にわたりデュルメンに滞在し、後に出版することになるエンメリックの幻視を記録するために毎日エンメリックを訪問した。
ブレンターノによると、エンメリックを最初に訪問した際、会うと同時にエンメリックは自身が神から託された使命を果たすことを可能にする人物がブレンターノであることを認識した、と伝えてきたという。
ブレンターノもエンメリックに会うとすぐに、エンメリックが「キリストの選ばれた花嫁」であると確信し、そしてエンメリックの大勢の支持者の一人に加わった。ブレンターノは母親のイメージをエンメリックに投射していたという指摘もある。

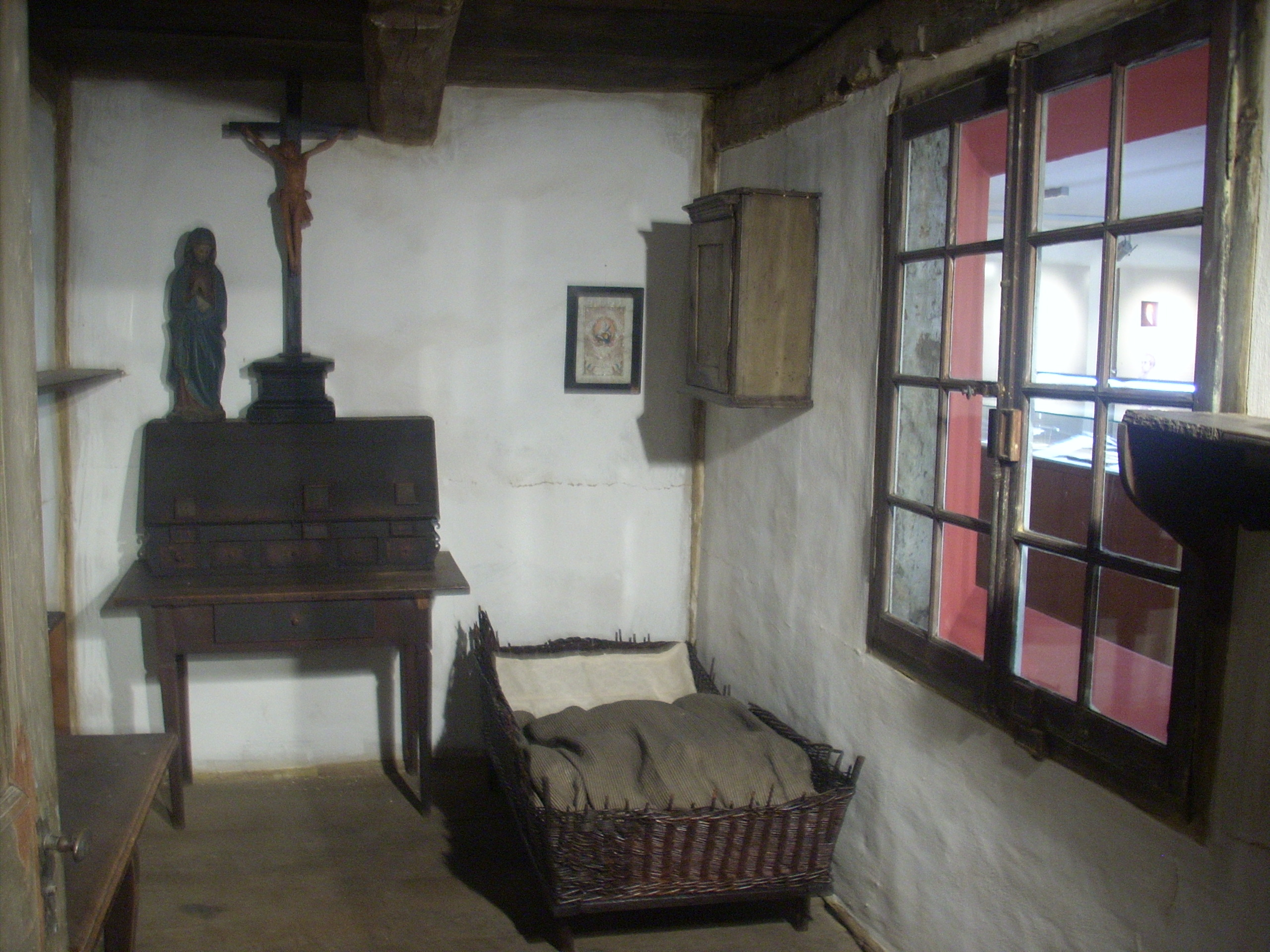
聖十字架教会内部にあるエメリックの部屋の再現　家具類はオリジナル (ドイツ・デュルメン)

1819年から、エンメリックが死ぬ1824年まで、ブレンターノは、エンメリックが見た幻視の内容を聞き取り、記録した。その記録したノートは新約聖書や、聖母マリアの生涯のシーンで溢れていた。エンメリックは、低ザクセン語でしか話せなかったので、ブレンターノはエンメリックの言葉を直接には口述筆記できず、彼女の目の前ではノートにすぐに書くことはできなかった。
彼は自分のアパートに戻るとすぐに、エンメリックとの会話を思い出し、それを基にノートに書き記した。
エンメリックの死後、ブレンターノは、彼女が幻視したビジョンを語ってから約10年後に、書籍出版用にノートの編集を完了した。1833年、ブレンターノは　『邦題：キリストのご受難を幻に見て』をアンナ・カタリナ・エンメリックの著作として出版した。ブレンターノは、その後、『邦題：聖家族を幻に見て』の原稿を用意したが、ブレンターノが1842年に死亡したため、同書はその後ミュンヘンで1852年に出版されている。
レデンプトール会士のカール・シュモーガー神父 (Karl Schmoger) はブレンターノの原稿を編集し、エンメリックの伝記を書いた。

### 死と埋葬

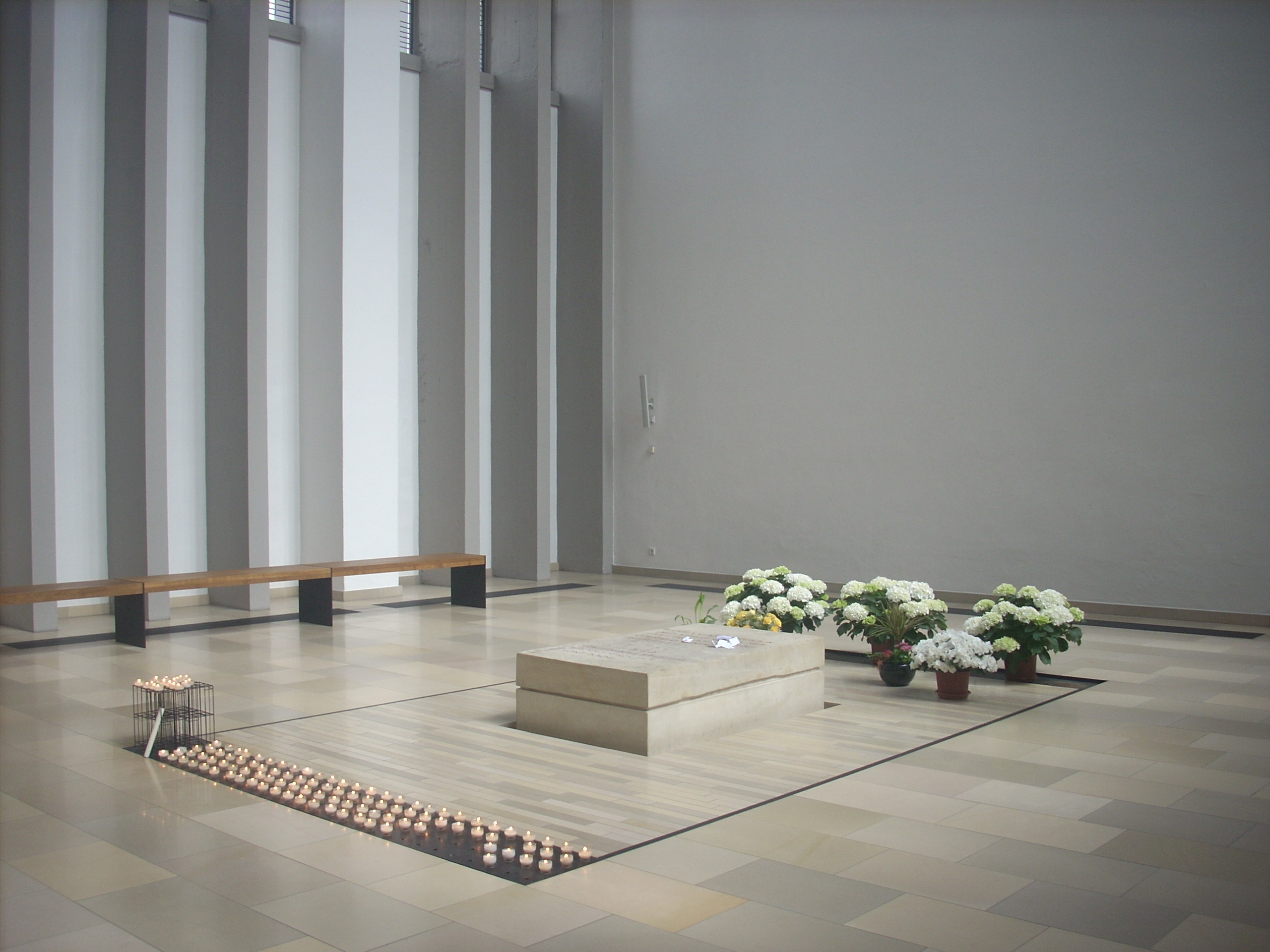
アンナ・カタリナ・エンメリックの墓標 聖十字架教会 (ドイツ・デュルメン)

アンナ・カタリナ・エンメリックは1823年の夏頃より次第に衰弱し始めた。彼女が没したのは1824年の2月24日のデュルメン市内においてであった。彼女の葬儀には多くの人が参列した。彼女の遺体は当初、町の郊外にある墓地に埋葬されたが、彼女の遺体が盗まれたと言う噂が流れるようになり、その墓は1週間に2度掘り返され、その存在が確認される事態となった。1975年2月に彼女の遺体はデュルメン市内の聖十字架教会に移され、現在に至る。

### 列福までの経緯
エンメリックの死後、ブレンターノがまとめた書籍は当時のカトリックの間で人気を博し、地域を超えて拡大した。これを受けてウェストファリア教区は1892年にエンメリックの列福について調査を開始したものの、当時の反ユダヤ的なモチーフの反映と強調、それが来た由来が明確でないことから、1928年にバチカンはエンメリックの列福についての調査を凍結した。その後1973年3月にドイツの司教たちの連名によるエンメリックの伝記、エンメリックの教会における重要性と意義、歴史的背景を含めた嘆願書が教皇に提出された。教皇パウロ6世により反ユダヤ的モチーフに関する問題はエンメリックの列福に直接影響するものではないとして調査への許可が下り、2004年10月3日に教皇ヨハネ・パウロ2世によってエンメリックは列福された。

## 聖母マリアの家

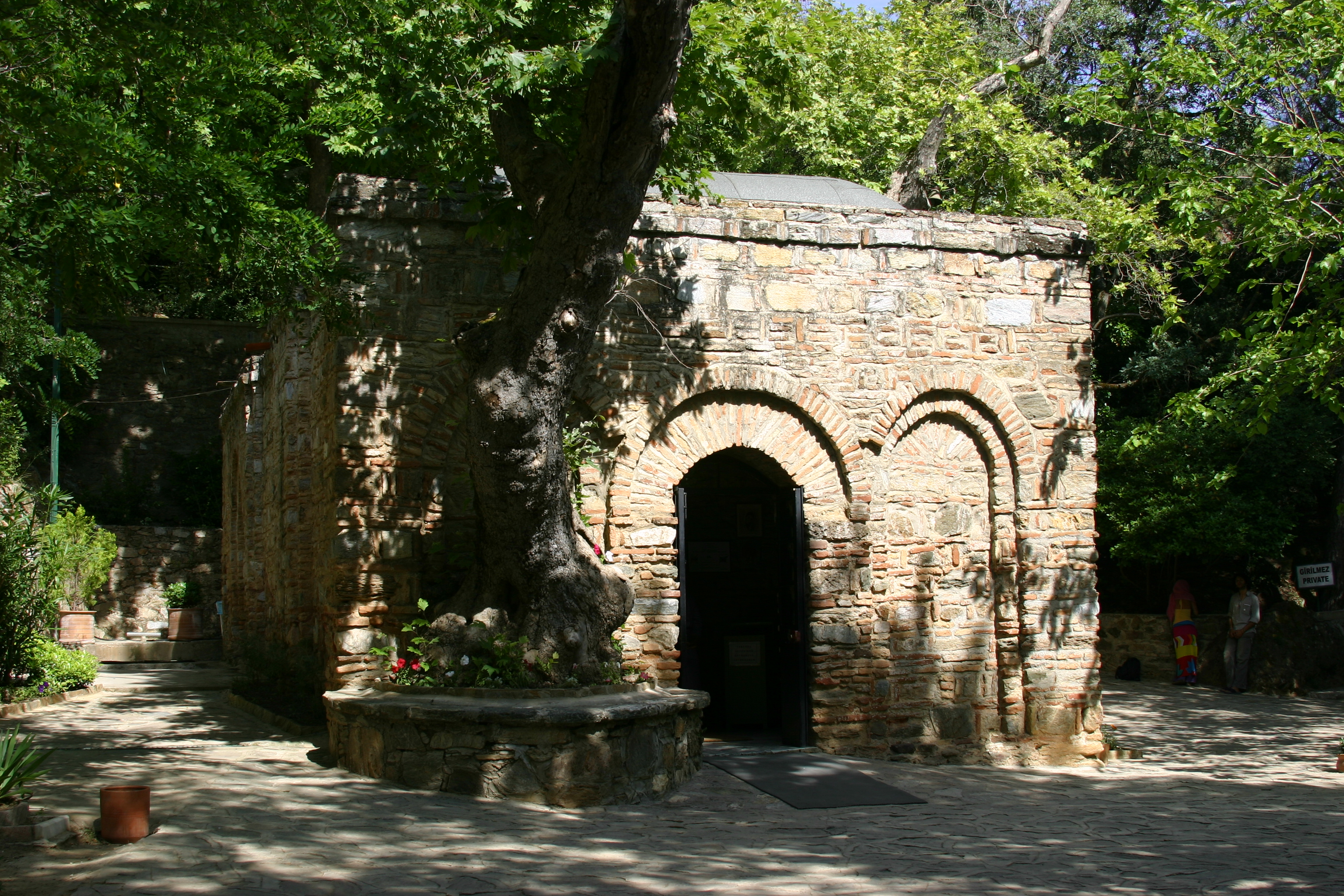
聖母の家 現在は礼拝堂となっている。(トルコ・エフェソス近郊)

エンメリックがヴィジョンとして観た「The Life of The Blessed Virgin Mary （邦題：聖家族を幻に見て）」には、聖母マリアがエフェソスの近郊にある丘で暮らしていたとの記述が載っている。
ただし、エンメリック、また彼女のヴィジョンを口述筆記し、この本としてまとめたクレメンス・ブレンターノもエフェソスに入ったことがなかった。そして実際、この場所は発掘がされた訳でもなかった。
しかし、1881年、フランスの司祭であるジュリアン・ゴヤット神父（the Abbé Julien Gouyet ）は、この本の聖母マリアの家に関して描写している個所をその情報源として使って、聖母マリアが亡くなるまで暮らしていた家を捜索し、その本の記述に基づく通りの場所で、その家と思われる遺跡を発見した。
彼は当初、だれにも真剣に相手にされなかったが、修道女のマリー・デ・モンデ・ゴンセ（Marie de Mandat-Grancey）がこの本と、ジュリアン・ゴヤット神父の発見した場所に聖母の家があることを主張して、他の２名の司祭が同じ経路をたどり、そして遺跡の発見を確認した。
ローマ教皇庁は、まだこの場所が聖母の家であったことの確実性について、公式の立場をとっていない。
しかし、1896年に、教皇レオ13世が訪問し、1951年に教皇ピオ12世はこの家を聖なる場所であることをまず最初に宣言した。教皇ヨハネ23世は、後にこれを永久宣言とした。パウロ6世が1967年、ヨハネ・パウロ2世が1979年、そして教皇ベネディクト16世が2006年にこの家を訪れ、この家を聖地とみなした。

## 関連作品

### 主な著書の邦訳
- 「キリストのご受難を幻に見て」光明社
- 「聖家族を幻に見て」光明社

### 映画
- パッション